# تعافي الدماغ
تعافي الدماغ (Brain healing) هي العملية التي تحدث بعد تلف الدماغ. فإذا كان هناك شخص ما على قيد الحياة قد حدث له تلف في الدماغ، فمن الجدير بالذكر أن يكون الدماغ لديه القدرة على التكيف. فعندما تتلف الخلايا في الدماغ وتموت، على سبيل المثال بسبب السكتة الدماغية، فلن يكون هناك إصلاح أو تكوين لـ ندبة في هذه الخلايا. حيث ستتعرض أنسجة الدماغ لـالنخر التميعي وستُكَون حافة الدُباق حول المنطقة التالفة.

## تكوين الندبة
بصرف النظر عن الكمية الصغيرة في الأوعية الدموية، فليس هناك كولاجين أو أرومة ليفية في الدماغ. حيث تتكون الندبة من الأرومة الليفية المنتجة للكولاجين لإصلاح المنطقة، التي ستنقبض لاحقًا. وإذا تكونت الندبات في الدماغ، فمن الممكن أن يتسبب الانقباض في تلف أكثر من ذلك.

## تكوين الغشاء الدبقي
تتكاثر الخلايا النجمية حول حافة النخر. وتُمدد هذه الخلايا العمليات وتُشكل الحافة الحساسة للدُباق حول حافة التلف. وتُملأ المساحة الفارغة التي خلفتها أنسجة الدماغ بـ السائل الدماغي الشوكي.

## استعادة الوظائف
عادة ما تكون إصابة الدماغ مصحوبة بالورم الحاد، الذي يُضعف وظائف في أنسجة الدماغ التي لا تزال على حية. لذا يُعتبر ثبات الورم أحد العوامل الهامة لتحسين وظائف الفرد. في حين يأتي العامل الأكبر في استعادة الوظائف بعد إصابة الدماغ، من قدرة الدماغ على التعلم، والتي تُسمى المرونة العصبية. حيث تسمح المرونة العصبية للمناطق السليمة في الدماغ، بعد الإصابة، على التكيف ومحاولة تعويض الأجزاء التالفة من الدماغ. ومع ذلك يُمكن تجديد المحاور والجهاز العصبي المحيطي في الدماغ النامي، ولا يمكن أن تتطور في دماغ البالغين. ويرجع ذلك بشكل جزئي إلى العوامل التي تُنتجها الخلايا في الدماغ التي تمنع هذا التجديد. وعلى الرغم من ذلك، ستتطور التغصنات من المحاور السليمة، كجزء من عملية المرونة العصبية. فمن غير المحتمل، بعد إصابات الدماغ الحادة، والتحسين في الوظائف المتعلقة بالمرونة العصبية، أن يحدث ذلك دون مساعدة من المهنيين الصحيين المهرة في إعادة التأهيل.